# Hyvinkää (stacja kolejowa)
Hyvinkää (fiń. Hyvinkään rautatieasema) – stacja kolejowa w Hyvinkää, w Finlandii, 59 km na północ od Dworca Centralnego w Helsinkach. Znajduje się między stacjami Jokela i Riihimäki.